# Artéria suprarrenal inferior
Cada artéria renal dá alguns pequenos ramos suprarrenais inferiores para a glândula suprarrenal, ureter, e para os músculos e tecidos celulares que a cercam.